# Спящие (фильм)
«Спящие» (англ. Sleepers) — американская юридическая криминальная драма 1996 года, снятая режиссёром Барри Левинсоном по мотивам одноимённой книги Лоренцо Каркатерры 1995 года. В фильме снимались Кевин Бейкон, Джейсон Патрик, Брэд Питт, Роберт Де Ниро, Дастин Хоффман, Минни Драйвер, Витторио Гассман, Брэд Ренфро, Рон Элдард, Джеффри Донован, Терри Кинни, Джозеф Перрино, Джеффри Вигдор, Джонатан Такер, Бруно Кёрби и Билли Крудап. Это название - жаргонное обозначение несовершеннолетних преступников, отбывающих наказание более 9 месяцев.
Фильм был выпущен в прокат в США 18 октября 1996 года и стал кассовым хитом, собрав 165,6 миллиона долларов при бюджете в 44 миллиона долларов.

## Сюжет
История четырёх нью-йоркских друзей из Адской кухни, после трагической случайности оказавшихся в исправительной школе, где они становятся жертвами сексуального насилия со стороны охранников-садистов.
Много лет спустя двое из четырёх друзей случайно встречают в баре охранника-надзирателя Шона Нокса (Кевин Бэйкон), который издевался над ними в колонии, и, недолго думая, убивают его на глазах посетителей бара. Это первый шаг друзей к отмщению за растоптанное детство и сломанную в итоге жизнь. На суде против них в качестве прокурора выступает один из этой четвёрки друзей — Майкл Салливан (Брэд Питт), целью которого является проиграть дело и таким образом оправдать друзей. Одним из свидетелей на суде оказывается католический священник — отец Бобби (Роберт Де Ниро), их друг и духовный наставник с детства. После того, как он узнаёт о том, что друзьям пришлось перенести в исправительной школе, служитель церкви поставлен перед непростым выбором, но в итоге сознательно идёт на лжесвидетельство, чтобы спасти не убережённых им ранее друзей.

## В ролях
- Кевин Бэйкон — Шон Нокс
- Роберт Де Ниро — отец Бобби
- Дастин Хоффман — Дэнни Снайдер
- Джейсон Патрик — Лоренцо «Шейкс» Каркатерра
- Брэд Питт — Майкл Салливан
- Билли Крудап — Томми Маркано
- Минни Драйвер — Кэрол Мартинес
- Рон Элдард — Джон Рейли
- Витторио Гассман — Кинг Бенни
- Брэд Ренфро — Майкл Салливан в молодости
- Джозеф Перрино — Лоренцо «Шейкс» Каркатерра в молодости
- Джеффри Вигдор — Джон Рейли в молодости
- Джонатан Такер — Томми Маркано в молодости
- Терри Кинни — Фергюсон
- Бруно Кёрби — отец Шейкса

Автор романа, по которому снят фильм, Лоренцо Каркатерра утверждал, что сюжет книги основан на реальных событиях, однако Нью-Йоркскому юридическому обществу не удалось обнаружить в государственных архивах никаких документальных свидетельств этой истории.
График съёмок был устроен таким образом, что актёр Кевин Бэйкон ни разу не встретился на площадке с Робертом Де Ниро и Дастином Хоффманом.

## Награды и номинации
- 1997 — номинация на премию «Оскар» за лучшую оригинальную музыку к фильму (Джон Уильямс).
- 1997 — две номинации на премию «Молодой актёр»: лучший молодой актёр (Джозеф Перрино), лучший молодой актёр второго плана (Джеффри Вигдор).
- 1998 — премия Лондонского кружка кинокритиков лучшей британской актрисе второго плана (Минни Драйвер).